# Sbory dobrovolných hasičů v Jihomoravském kraji
Jednotku sboru dobrovolných hasičů obce je podle § 68 zákona č. 133/1985 Sb., o požární ochraně, povinna zřídit každá obec. Mnohé obce jich zřizují více. Své jednotky sboru dobrovolných hasičů zřizují též některé průmyslové, dopravní a jiné firmy.
Většina sborů má ve svém názvu buď celá slova Sbor dobrovolných hasičů nebo jen zkratku SDH, některé sbory však mají názvy tvořené jinak.
Sbory dobrovolných hasičů v Česku zastřešuje Sdružení hasičů Čech, Moravy a Slezska (SH ČMS), sbory v Čechách zastřešuje Česká hasičská jednota, sbory na Moravě včetně moravského Slezska Moravská hasičská jednota.
Jednotky jsou označeny šesticiferným evidenčním číslem (první trojčíslí odpovídá okresu) a podle své velikosti, významu a vybavení se člení do kategorií: největší jednotky bývají v kategorii II, jiné významnější jednotky v kategorii III, malé jednotky v kategorii V a podnikové v kategorii VI.

## Seznam
Tento seznam obsahuje zatím především sbory uvedené v adresáři SH ČMS. Ve skutečnosti každá obec zřizuje nejméně jeden sbor.

### Okres Vyškov
- SDH Drnovice
- SDH Topolany
- SDH Hoštice-Heroltice
- SDH Moravské Prusy
- SDH Radslavice
- SDH Ivanovice na Hané
- SDH Hodějice
- SDH Kobeřice u Brna
- SDH Šaratice
- SDH Hlubočany
- SDH Hostěrádky-Rešov
- SDH LOMNIČKA
- SDH TIŠNOV
- SDH SOBOTOVICE
- SDH BRATČICE
- a další